# Ahmet Üçgün
Ahmet Üçgün (* 11. Juli 1992 in Kahramanmaraş) ist ein türkischer Fußballtorhüter in Diensten von Kahramanmaraş Büyükşehir Belediyespor.

## Karriere

### Vereinskarriere
Üçgün begann mit dem Vereinsfußball in seiner Geburtsstadt Kahramanmaraş in der Jugend von Kahramanmaraşspor und wurde im Frühjahr 2010, mit einem Profivertrag versehen, in den Profikader aufgenommen. Er etablierte sich sofort als Stammtorwart und spielte in eineinhalb Spielzeiten in 46 Ligabegegnungen.
Zur Saison 2011/12 wechselte er zum türkischen Zweitligisten Gaziantep Büyükşehir Belediyespor. Für die Rückrunde der Saison 2013/14 wurde Üçgün an Kahramanmaraş Büyükşehir Belediyespor ausgeliehen.